# Чудновський Віталій Олегович
Віта́лій Оле́гович Чудно́вський (нар. 8 листопада 1969, місто Київ, УРСР) — український політик. Народний депутат України. Член партії ВО «Батьківщина».

## Біографія
Освіта вища. Закінчив Київський національний економічний університет (1997), спеціальність «Економіка підприємства».
- 1985–1989 — студент Київського технікуму електронних приладів.
- 1989–1991 — служба в Збройних Силах.
- 1991–1992 — реалізатор всесоюзного добровільного товариства «Союз Чорнобиль» науково-виробничої асоціації «Сігма», інспектор відділу захисту комерційної інформації науково-виробничого товариства «Альянс», м. Київ.
- 1992–2005 — заступник директора ПП «Берегиня» міжнародного фонду «Діти Чорнобиля за виживання», м. Київ.
- 2005–2006 — директор департаменту ВАТ Торговельно-фінансовий банк «Контракт», м. Київ.

За інформацією ЗМІ, Віталій Чудновський до 2005 року був членом київського організованого злочинного угрупування (ОЗУ) Віктора Рибалки («Рибки»), яке здійснювало «кришування» компанії «Фокстрот». У той час як Віктор Рибалко проживав у Амстердамі, безпосередній контроль його справ у Києві вів Віталій Чудновський (зокрема над горілчаним виробництвом «Княжий град»). В 2005 році Віктора Рибалку було застрелено у Києві, після його повернення з Нідерландів. По тому Віталій Чудновський набув більшого впливу у кримінальних колах.

### Поява в політиці
У велику політику прийшов у 2006 році як 105-ий кандидат у народні депутати України у складі «Блоку Юлії Тимошенко». На час виборів — директор зі стратегічного розвитку ВАТ Торговельно-фінансовий банк «Контракт», член партії ВО «Батьківщина». Вже на наступних позачергових парламентських виборах 2007 року — тимчасово безробітний.
У «Блоку Юлії Тимошенко» журналісти приписували Віталію Чудновському функції особистого охоронця та довіреної особи Юлії Тимошенко.
15 червня 2011 року у пресі з'явився матеріал про романтичну переписку Віталія Чудновського (БЮТ) та Юлії Льовочкіної (Партія Регіонів), сестри глави адміністрації президента Сергія Льовочкіна. Журналістами було сфотографовано екран мобільного телефона Льовочкіної з любовним текстовим повідомленнями від Чудновського. Пізніше у ЗМІ з'явилася інформація, що Чудновський та Льовочкіна збираються побратися.
Через зв'язок із Партією Регіонів та Льовочкіним Чудновського пов'язують із так званою «групою Льовочкіна-Фірташа».

### Парламентські вибори 2012 року
На парламентських виборах 2012 року Віталій Чудновський балотувався на одномандатному виборчому окрузі № 90 (місто Біла Церква). За декларацією доходів за 2011 рік мав близько 16 мільйонів гривень на рахунках у банках та інших фінансових установах та отримав понад 1,5 мільйони дивідендів та процентів. Посада — Народний депутат України. Жодного нерухомого майна чи транспортних засобів, що перебувають у праві користування (власності, оренді та ін.) своєму та своїх членів сім'ї, не задекларував.

#### Агітація за Віталія Чудновського
У вересні спостерігачі Громадської мережі «ОПОРА» опублікували відео, на якому голова Київської обласної державної адміністрації та член Партії регіонів Анатолій Присяжнюк агітує за Віталія Чудновського. Раніше Анатолій Присяжнюк заявляв, що він впевнений у перемозі представників Партії регіонів у всіх дев'яти округах Київської області.
У жовтні на зустріч із кандидатом Чудновським масово звели студентів Білоцерківського національного аграрного університету (БНАУ). Ректор закладу, який заявив, що він є членом Партії регіонів, агітував за Чудновського. Водночас, студента, який вийшов уперед зі словами: «Це провладний кандидат!» — вивела з мітингу охорона.

#### Підкуп голосів
На виборах у Білій Церкві зі сторони Віталія Чудновського спостерігався масовий підкуп голосів.
Представники мережі «ОПОРА» повідомили, що у місті працювали так звані «домові», які пропонували мешканцям окремих будинків віддати свій голос кандидату Чудновському за 100 гривень. У день виборів у місті спостерігалися скупчення люду, які очікували на виплату грошей за продані голоси на користь Віталія Чудновського. За інформацією ВО «Свобода» у деяких місцях видавали по 100 гривень за фотографію бюлетеня із позначкою за кандидата Чудновського.
У вересні, за місяць перед виборами, у місті Біла Церква було розповсюджено пластикові картки «Переможець гарантує 1000 грн.». Суть акції полягала у тому, що виборці заповнювали анкету у соціальних працівників та отримували пластикову картку, за яку, в разі перемоги, певний кандидат виплатить 1000 гривень. Хто саме був цей кандидат — повідомляли лише напередодні виборів. Про те, що цим кандидатом є Віталій Чудновський, представникам ГМ «ОПОРА» стало достеменно відомо лише після виборів.

#### Результат та оскарження
За свідченнями спостерігачів та журналістів, результат виборів на окрузі № 90 було сфальсифіковано на користь Віталія Чудновського на рівні окружної виборчої комісії (ОВК), оскільки дані «мокрих» протоколів дільничих виборчих комісій (ДВК) суттєво розбігаються з остаточними даними.
Хоча за офіційними даними ЦВК Чудновський на 322 голоси переміг узгодженого кандидата від опозиційних сил Олександра Марченка (ВО «Свобода»), представники «Свободи» стверджували, що за протоколами засідань ДВК з мокрими печатками переміг саме їх кандидат на 1393 голоси, а на сервер ЦВК було внесено неправдиві дані. Позовні заяви було подано об'єднанням «Свобода» до суду. За словами кандидата Марченка фальсифікації очолювалися головою окружної виборчої комісії Валентиною Підгайною, на яку безпосередньо мав вплив голова Київської ОДА Анатолій Присяжнюк.
1 листопада розпочалося судове засідання у Київському окружному адміністративному суді щодо фальсифікації результатів голосування на виборчому окрузі № 90. У приміщенні суду знаходилися кілька десятків людей «спортивної статури», зареєстрованих як представники ЗМІ, котрі перешкоджали роботі журналістів. Зокрема так звані «представники ЗМІ» не пускали журналістів «5 каналу» у приміщення суду. Принаймні частина цих осіб представляла інтереси Віталія Чудновського. Раніше близько 100 молодиків подібної зовнішності також бачили біля одного з пунктів видачі грошей за голоси на його користь.
3 листопада о 2:45 суд ухвалив рішення задовольнити позов Олександра Марченка лише частково: у частині про ненадання копій протоколів членам ОВК. Неспівпадіння результатів голосування у протоколах ДВК та підсумкових протоколах, які ОВК надала ЦВК, було повністю проігнороване.
3 листопада Олександр Марченко подав апеляцію до Київського апеляційного адміністративного суду. Суд відмовився заслуховувати покази членів ДВК 90-го округу, які заявили про фальсифікації та переглядати долучений до справи відеозапис із ОВК, на якому зачитувалися дільничні протоколи. 5 листопада суд ухвалив рішення не задовольнити позовну заяву кандидата Марченка.
5 листопада заступник голови ЦВК Жанна Усенко-Чорна висловила думку, що на окрузі № 90 вибори слід визнати недійсними. Того ж дня Світовий конгрес українців опублікував звіт про виявлення його місією міжнародних спостерігачів сфальсифікованого результату на окрузі № 90, оскільки є серйозні розбіжності між даними сайту ЦВК та протоколами дільниць.
Всупереч свідченням про фальсифікації, рішення ОВК не було остаточно оскаржене, і Віталій Чудновський увійшов у склад Верховної Ради VII скликання.
12 грудня 2013 року було відкрито кримінальне провадження щодо фальсифікації результатів виборів у 90 виборчому окрузі. Відкрито його було за заявою Юрія Кармазіна по ст. 158, ч. 2 «Фальсифікація виборчих документів і підсумків голосування» КК України.

### Парламентські вибори 2014 року
На позачергових парламентських виборах в Україні 2014 року Віталій Чудновський балотувався по одномандатному виборчому окрузі № 200 в Черкаській області (центр — місто Умань). Висунутий партією «Блок Петра Порошенка», однак його ім'я не було публічно зачитано на з'їзді партії, що, на думку деяких журналістів, є порушенням законодавства.
На час виборів — народний депутат України, позафракційний, безпартійний (хоча станом на 30 вересня був вказаний як член ВО «Батьківщина»). 15 жовтня стало відомо, що Віталій Чудновський став єдиним узгодженим кандидатом від «Блоку Петра Порошенка», «Радикальної партії Олега Ляшка» та «Народного фронту» на противагу Антону Яценку, який на виборах 2012 року переміг на цьому окрузі будучи членом Партії регіонів.
Віталій Чудновський посів третє місце на окрузі із 12% голосів «За».

## Парламентська діяльність

### П'яте скликання
Народний депутат України 5-го скликання з 25 травня 2006 до 14 червня 2007 від «Блоку Юлії Тимошенко», № 105 в списку. Член фракції «Блок Юлії Тимошенко» (з 25 травня 2006). Голова підкомітету з питань автомобільних доріг та дорожнього господарства Комітету з питань транспорту і зв'язку (з 19 липня 2006). 14 червня 2007 достроково припинив свої повноваження під час масового складення мандатів депутатами-опозиціонерами з метою проведення позачергових виборів до Верховної Ради України.

### Шосте скликання
| Діяльність              | К-ть |
| ----------------------- | ---- |
| Внесених законопроєктів | 2    |
| — із них прийнятих      | 1    |
| Внесених поправок       | 9    |
| — із них враховано      | 1    |
| Виступів                | 10   |
| Депутатських запитів    | 0    |

Народний депутат України 6-го скликання з 23 листопада 2007 від «Блоку Юлії Тимошенко», № 83 в списку. На час виборів: тимчасово не працював, член партії ВО «Батьківщина». Член фракції «Блок Юлії Тимошенко» (з 23 листопада 2007). Член Комітету з питань транспорту і зв'язку (з 26 грудня 2007).
За офіційними даними, Віталій Чудновський упродовж скликання вніс два законопроєкти:
- «Про функціонування суб'єктів соцілогічної діяльності» (не прийнятий)
- «Про призначення позачергових виборів депутатів Київської міської ради та Київського міського голови» (у співаторстві; прийнятий).

Депутат Чудновський вніс дев'ять поправок до законопроєктів, врахована — одна, здійснив десять виступів (усі з місця) та не надіслав жодного депутатського запиту.
За інформацією руху «Чесно», Віталій Чудновський був на єдиному засіданні Комітету з питань транспорту і зв'язку із дев'яти проведених у 2011 році (11%).

### Сьоме скликання
| Діяльність              | К-ть |
| ----------------------- | ---- |
| Внесених законопроєктів | 11   |
| — із них прийнятих      | 1    |
| Внесених поправок       | 0    |
| Виступів                | 4    |
| Депутатських запитів    | 5    |

Попри те, що Віталій Чудновський на виборах позиціонував себе як «людина Тимошенко», у фракцію ВО «Батьківщина» він так і не вступив. Євроінтеграційні закони підтримував вибірково.
За даними електронної реєстрації Віталій Чудновський пропустив 77 засідань Верховної Ради із 95 у 2013 році, посівши за цим показником друге місце серед народних депутатів.
За офіційними даними Верховної Ради України, Віталій Чудновський упродовж скликання вніс 11 законопроєктів, із яких один став чинним: про внесення змін до Закону України «Про соціальний і правовий захист військовослужбовців та членів їх сімей» (щодо гарантій у особливий період).
Депутат Чудновський не вніс жодної поправки до законопроєктів, здійснив чотири виступи та надіслав п'ять депутатських запитів.
16 січня 2014 року, під час Євромайдану, підтримав два зі скандальних «Законів 16 січня», зокрема «диктаторський» законопроєкт Колесніченка-Олійника № 3879 та законопроєкт № 3893, обидва з яких було скасовано наступного місяця.

## Статті
- В. Чудновський. Серед керівництва МВФ уже ходить анекдот про Україну… [Архівовано 20 липня 2009 у Wayback Machine.], 16 липня 2009.